# Phoma lineolata
Phoma lineolata är en lavart som beskrevs av Desm. 1825. Phoma lineolata ingår i släktet Phoma, ordningen Pleosporales, klassen Dothideomycetes, divisionen sporsäcksvampar och riket svampar.   Inga underarter finns listade i Catalogue of Life.